# Арисага, Рафаэль Мария
Рафаэль Мария Арисага Мачуга (исп. Rafael María Arízaga; 24 июня 1858, Куэнка (Эквадор) — 8 августа 1933, Куэнка (Эквадор)) — эквадорский консервативный политический, государственный, общественный и дипломатический деятель, юрист, поэт и писатель. Губернатор провинции Асуай (1896). Член Эквадорской академии языка (с 1901).

## Биография
Сын политика и литератора Хосе Рафаэля Арисаги. Среднее образование получил у иезуитов в родном городе.
В 1874 году, в шестнадцать лет опубликовал в гуаякильской газете свои первые стихи. В 1876 сражался в защиту президента Антонио Борреро. Затем до 1882 изучал право в университете Куэнка.
В 1887 году принимал участие в работе Конгресса в качестве заместителя руководителя депутатской группы от провинции Асуай, защищал вопрос об отмене смертной казни.
В 1890-х годах поселился с семьёй в Гуаякиле, занимался адвокатской практикой и политической деятельностью. Был депутатом и сенатором Эквадора от своей провинции.
С 7 июля по 25 августа 1896 года исполнял обязанности губернатора провинции Асуай.
Был полномочным министром Эквадора в Бразилии и США. Участвовал в решении спорных пограничных вопросов с Перу.
В 1916 году был кандидатом на пост президента Эквадора, но проиграл выборы Альфредо Бакерисо.
Фанатичный католик.

## Избранные произведения
- Brasilia (A la lumbre amorosa del Crucero)
- El genio (¿Habéis visto el simoun? Cuando en las pampas)
- In principio (Lanzaron Ella y Él a lo infinito)
- Orellana (Ni el áspid con que el trópico abrasado)

## Награды
- Кавалер Ордена Святого Григория Великого